# Christian Bertel
Christian Bertel (* 11. November 1940 in Innsbruck) ist ein österreichischer Rechtswissenschaftler.

## Leben
Von 1958 bis 1962 studierte er Rechtswissenschaft an der Universität Innsbruck. Von 1962 bis 1969 war er Assistent am Institut für Kriminalwissenschaften der Universität Innsbruck. 1969 habilitierte er sich an der Universität Innsbruck (Lehrbefugnis für Strafrecht, Strafprozeßrecht und Kriminologie).1970 wurde er zum außerordentlicher Universitätsprofessor an der Universität Salzburg, 1972 zum ordentlichen Universitätsprofessor an der Universität Salzburg und 1976 zum ordentlichen Universitätsprofessor an der Universität Innsbruck ernannt. Die Emeritierung erfolgte 2007.

## Schriften (Auswahl)
- Die Identität der Tat. Der Umfang von Prozeßgegenstand und Sperrwirkung im Strafverfahren. Wien 1970, OCLC 73633032.
- Die Vermögensdelikte im StGB. Ein Kurzkommentar für Studium und Praxis. Eisenstadt 1980, ISBN 3-85238-026-X.
- mit Andreas Venier: Einführung in die neue Strafprozessordnung. Wien 2006, ISBN 3-211-35424-7.
- mit Alexander Tipold und Andreas Venier: Strafprozessrecht. Wien 2021, ISBN 3-214-14967-9.